# Mateo De Angulo
Mateo De Angulo Velasco (18 de junio de 1990, Cali, Valle del Cauca) es un nadador colombiano de estilo libre y  plusmarquista nacional.  Fue campeón centroamericano y del Caribe en Mayagüez 2010. De Angulo es sobrino de la también nadadora Olga Lucía De Angulo. 
Participó en los Juegos Olímpicos de Londres 2012 en los 400 m libre.